# ما تزال أليس (رواية)
ما تزال أليس (بالإنجليزية: Still Alice)‏ هي رواية صدرت في 2007 للكاتبة ليزا جينوفا. وتتحدث عن امرأة تعاني من مرض آلزهايمر مبكر البدء. أليس هولند امرأة في العقد السادس من عمرها وتعمل كبروفيسور في علم النفس الإدراكي بجامعة هارفرد وهي كذلك خبيرة لغويات مشهورة عالميا، متزوجة من زوج يماثلها في النجاح ولديهما ثلاث أولاد كبار. يبسط المرض سيطرته سريعا ويُغيِّر علاقة أليس مع عائلتها والعالم، وهي الرواية الأولى لجينوفا.
نشرت جينوفا الرواية ذاتيا في 2007 مع أي يونيفرس. وكتب بيفرلي بيكام من بوسطن غلوب حول الرواية «بعد أن قرأت ماتزال أليس، أردت أن أقف وأقول لقطار مملوء بالغرباء، عليكم أن تقتنوا هذا الكتاب.» وأشار بيكام إلى أن الرواية رُويت من الداخل:«هذه حكاية أليس هولند، بقدر ما تستطيع أن ترويها.»
لاحقا حصلت سايمون وشوستر على حقوق الطباعة وطُبعت الرواية في ينابر 2009 بواسطة بوكت بوكس (حاليا غالري بوكس). كانت الرواية في قائمة نيويورك تايمز لأكثر الكتب مبيعا لما يزيد عن أربعين أسبوعا، وبيعت في 30 دولة وتُرجمت إلى أزيد من 20 لغة.